# Finland i olympiska sommarspelen 2012
Finland deltog vid de olympiska sommarspelen 2012 i London, Storbritannien, som arrangerades mellan den 27 juli och den 12 augusti 2012.

## Medaljörer
| Medalj | Namn                                       | Sport     | Gren                    |
| ------ | ------------------------------------------ | --------- | ----------------------- |
| Silver | Tuuli Petäjä                               | Segling   | Damernas RS-X           |
| Brons  | Silja Kanerva Silja Lehtinen Mikaela Wulff | Segling   | Damernas matchracing    |
| Brons  | Antti Ruuskanen                            | Friidrott | Herrarnas spjutkastning |

## Badminton
| Spelare      | Gren       | Gruppnivå                            | Gruppnivå                     | Gruppnivå         | Gruppnivå        | Eliminering       | Kvartsfinal       | Semifinal         | Final / brons     | Final / brons |
| Spelare      | Gren       | Motståndare Poäng                    | Motståndare Poäng             | Motståndare Poäng | Placering        | Motståndare Poäng | Motståndare Poäng | Motståndare Poäng | Motståndare Poäng | Placering     |
| ------------ | ---------- | ------------------------------------ | ----------------------------- | ----------------- | ---------------- | ----------------- | ----------------- | ----------------- | ----------------- | ------------- |
| Ville Lång   | Herrsingel | Chong Wei (MAS) L 8–21, 21–14, 11–21 | i.u.                          | 2                 | Gick inte vidare | Gick inte vidare  | Gick inte vidare  | Gick inte vidare  | Gick inte vidare  |               |
| Anu Nieminen | Damsingel  | Montero (MEX) W 21–12, 21–18         | Tzu-ying (TPE) L 11–21, 14–21 | 2                 | Gick inte vidare | Gick inte vidare  | Gick inte vidare  | Gick inte vidare  | Gick inte vidare  |               |

## Brottning
Finland har hittills kvalificerat 1 kvotplats
Grekisk-romersk stil, herrar
- 84 kg - 1 kvotplats

Herrar, grekisk-romersk stil
| Brottare          | Gren   | Kvalomgång           | Åttondelsfinal        | Kvartsfinal          | Semifinal            | Återkval 1           | Återkval 2           | Final / brons        | Final / brons |
| Brottare          | Gren   | Motståndare Resultat | Motståndare Resultat  | Motståndare Resultat | Motståndare Resultat | Motståndare Resultat | Motståndare Resultat | Motståndare Resultat | Placering     |
| ----------------- | ------ | -------------------- | --------------------- | -------------------- | -------------------- | -------------------- | -------------------- | -------------------- | ------------- |
| Jarkko Ala-Huikku | -60 kg | BYE                  | Belmadani (FRA) L 0–3 | Gick inte vidare     | Gick inte vidare     | Gick inte vidare     | Gick inte vidare     | Gick inte vidare     | 16            |
| Rami Hietaniemi   | -84 kg | BYE                  | Noumonvi (FRA) L 0–3  | Gick inte vidare     | Gick inte vidare     | Gick inte vidare     | Gick inte vidare     | Gick inte vidare     | 15            |

## Cykling
| Cyklist         | Gren                | Tid      | Placering |
| --------------- | ------------------- | -------- | --------- |
| Jussi Veikkanen | Herrarnas linjelopp | 5:46:37  | 65        |
| Pia Sundstedt   | Damernas linjelopp  | 3:35:56  | 20        |
| Pia Sundstedt   | Damernas tempolopp  | 40:01.69 | 11        |

## Fotboll

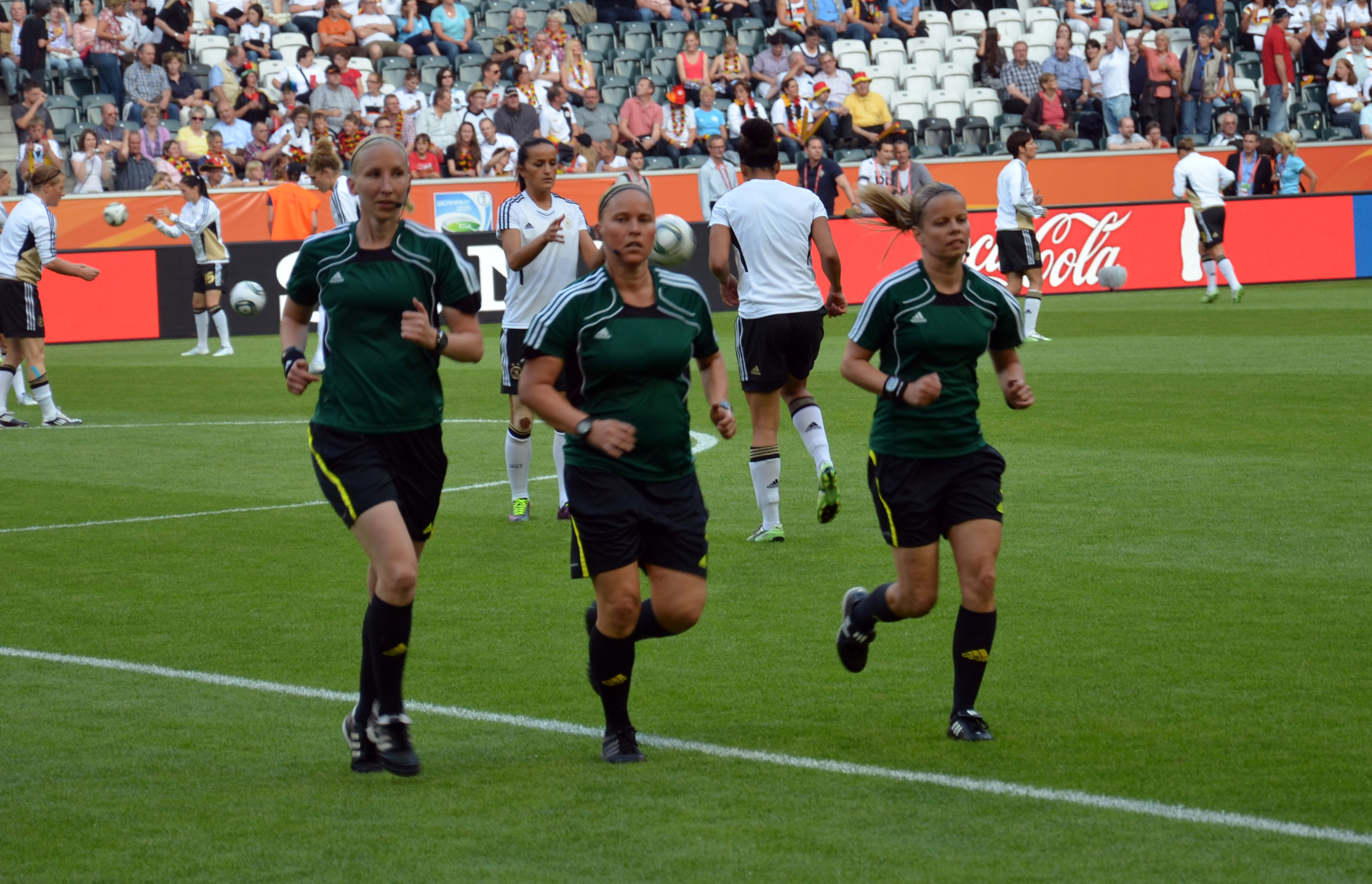
Finska fotbollsdomartrion som deltar för första gången den olympiska turneringen (på bilden från vänster till höger: Jokela, Heikkinen och Paavola).

Finland har inget lag med i turneringen, men i damfotbollen har de ett domarteam med.

## Friidrott
Tre idrottare (eller fler) uppnådde A-standarden
- Spjutkastning, herrar

Två idrottare uppnådde A-standarden
- 50 km Gång, herrar

En idrottare uppnådde A-standarden
- 200 meter, herrar
- Maraton, damer

En idrottare (eller fler) uppnådde B-standarden
- 3000 meter Hinder, herrar
- Stavhopp, herrar
- Slägga, herrar
- 20 km Gång, herrar
- Slägga, damer

Förkortningar
- Notera – Placeringar gäller endast den tävlandes eget heat
- Q = Kvalificerade sig till nästa omgång via placering
- q = Kvalificerade sig på tid eller, i fältgrenarna, på placering utan att ha nått kvalgränsen
- NR = Nationellt rekord
- N/A = Omgången inte möjlig i grenen
- Bye = Idrottaren behövde inte delta i omgången

Herrar
Bana och väg
| Idrottare        | Gren           | Heat     | Heat      | Semifinal        | Semifinal        | Final            | Final            |
| Idrottare        | Gren           | Resultat | Placering | Resultat         | Placering        | Resultat         | Placering        |
| ---------------- | -------------- | -------- | --------- | ---------------- | ---------------- | ---------------- | ---------------- |
| Jonathan Åstrand | 200 m          | 20.73    | 5         | Gick inte vidare | Gick inte vidare | Gick inte vidare | Gick inte vidare |
| Antti Kempas     | 50 km gång     | i.u.     | i.u.      | i.u.             | i.u.             | 4:01:50          | 41               |
| Jukka Keskisalo  | 3 000 m hinder | 8:29.13  | 4 Q       | i.u.             | i.u.             | DNF              | DNF              |
| Jarkko Kinnunen  | 50 km gång     | i.u.     | i.u.      | i.u.             | i.u.             | 3:46:25          | 15               |
| Niclas Sandells  | 1 500 m        | 3:42.67  | 11        | Gick inte vidare | Gick inte vidare | Gick inte vidare | Gick inte vidare |
| Jussi Utriainen  | Maraton        | i.u.     | i.u.      | i.u.             | i.u.             | 2:26:25          | 69               |

Fältgrenar
| Idrottare       | Gren          | Kval  | Kval      | Final            | Final            |
| Idrottare       | Gren          | Längd | Placering | Längd            | Placering        |
| --------------- | ------------- | ----- | --------- | ---------------- | ---------------- |
| Jere Bergius    | Stavhopp      | NM    | —         | Gick inte vidare | Gick inte vidare |
| Ari Mannio      | Spjutkastning | 81.99 | 8 q       | 78.60            | 11               |
| Tero Pitkämäki  | Spjutkastning | 83.01 | 3 Q       | 82.80            | 5                |
| Antti Ruuskanen | Spjutkastning | 81.74 | 11 q      | 84.12            | 3                |
| David Söderberg | Släggkastning | 71.76 | 26        | Gick inte vidare | Gick inte vidare |
| Osku Torro      | Höjdhopp      | 2.21  | =16       | Gick inte vidare | Gick inte vidare |

Damer
Bana och väg
| Idrottare        | Event          | Heat     | Heat      | Final            | Final            |
| Idrottare        | Event          | Resultat | Placering | Resultat         | Placering        |
| ---------------- | -------------- | -------- | --------- | ---------------- | ---------------- |
| Sandra Eriksson  | 3 000 m hinder | 9:50.71  | 8         | Gick inte vidare | Gick inte vidare |
| Anne Halkivaha   | 20 km gång     | i.u.     | i.u.      | 1:38:49          | 54               |
| Leena Puotiniemi | Maraton        | i.u.     | i.u.      | 2:42:01          | 87               |

Fältgrenar
| Idrottare       | Gren          | Kval  | Kval      | Final            | Final            |
| Idrottare       | Gren          | Längd | Placering | Längd            | Placering        |
| --------------- | ------------- | ----- | --------- | ---------------- | ---------------- |
| Minna Nikkanen  | Stavhopp      | 4.25  | =26       | Gick inte vidare | Gick inte vidare |
| Sanni Utriainen | Spjutkastning | NM    | —         | Gick inte vidare | Gick inte vidare |

## Gymnastik
- Huvudartikel: Gymnastik vid olympiska sommarspelen 2012

### Artistisk
Damer
| Idrottare      | Gren     | Kval    | Kval    | Kval    | Kval    | Kval   | Kval      | Final            | Final            | Final            | Final            | Final            | Final            |
| Idrottare      | Gren     | Redskap | Redskap | Redskap | Redskap | Totalt | Placering | Redskap          | Redskap          | Redskap          | Redskap          | Totalt           | Placering        |
| Idrottare      | Gren     | F       | V       | UB      | BB      | Totalt | Placering | F                | V                | UB               | BB               | Totalt           | Placering        |
| -------------- | -------- | ------- | ------- | ------- | ------- | ------ | --------- | ---------------- | ---------------- | ---------------- | ---------------- | ---------------- | ---------------- |
| Annika Urvikko | Mångkamp | 13.200  | 12.416  | 10.933  | 12.266  | 48.815 | 55        | Gick inte vidare | Gick inte vidare | Gick inte vidare | Gick inte vidare | Gick inte vidare | Gick inte vidare |

## Judo
| Idrottare        | Gren                           | 32-delsfinal         | Sextondelsfinal            | Åttondelsfinal                | Kvartsfinal          | Semifinal            | Återkval             | Bronsmatch           | Final                | Final            |
| Idrottare        | Gren                           | Motståndare Resultat | Motståndare Resultat       | Motståndare Resultat          | Motståndare Resultat | Motståndare Resultat | Motståndare Resultat | Motståndare Resultat | Motståndare Resultat | Placering        |
| ---------------- | ------------------------------ | -------------------- | -------------------------- | ----------------------------- | -------------------- | -------------------- | -------------------- | -------------------- | -------------------- | ---------------- |
| Valtteri Jokinen | Extra lättvikt (-60 kg) Herrar | BYE                  | Moudatir (MAR) W 0100–0000 | Choi G-H (KOR) L 0000–0010    | Gick inte vidare     | Gick inte vidare     | Gick inte vidare     | Gick inte vidare     | Gick inte vidare     | Gick inte vidare |
| Jaana Sundberg   | Halv lättvikt (-52 kg) Damer   | i.u.                 | Kelmendi (ALB) L 0001–0110 | Gick inte vidare              | Gick inte vidare     | Gick inte vidare     | Gick inte vidare     | Gick inte vidare     | Gick inte vidare     | Gick inte vidare |
| Johanna Ylinen   | Halv mellanvikt (-63 kg) Damer | i.u.                 | BYE                        | Tsedevsuren (MGL) L 0000–1000 | Gick inte vidare     | Gick inte vidare     | Gick inte vidare     | Gick inte vidare     | Gick inte vidare     | Gick inte vidare |

## Kanotsport
Sprint
| Kanotist       | Gren              | Heat     | Heat      | Semifinal | Semifinal | Final    | Final     |
| Kanotist       | Gren              | Tid      | Placering | Tid       | Placering | Tid      | Placering |
| -------------- | ----------------- | -------- | --------- | --------- | --------- | -------- | --------- |
| Jenni Mikkonen | Damernas K1 200 m | 42.656   | 3 Q       | 41.859    | 4 FB      | 44.643   | 9         |
| Anne Rikala    | Damernas K1 500 m | 1:52.641 | 1 Q       | 1:51.852  | 3 FA      | 1:54.333 | 8         |

## Ridsport

### Dressyr
| Ryttare       | Häst      | Grand Prix | Grand Prix | Grand Prix Special | Grand Prix Special | Grand Prix Freestyle | Grand Prix Freestyle | Placering |
| Ryttare       | Häst      | Poäng      | Placering  | Poäng              | Placering          | Poäng                | Placering            | Placering |
| ------------- | --------- | ---------- | ---------- | ------------------ | ------------------ | -------------------- | -------------------- | --------- |
| Emma Kanerva  | Spirit    | 70,395     | 29         | 71,889             | 22                 | Ej kvalificerad      | Ej kvalificerad      | 22        |
| Mikaela Lindh | Mas Guapo | 70,729     | 26         | 69,016             | 30                 | Ej kvalificerad      | Ej kvalificerad      | 30        |

## Segling
Herrar
| Seglare                         | Gren      | Lopp | Lopp | Lopp | Lopp | Lopp | Lopp | Lopp | Lopp | Lopp | Lopp | Lopp | Summerad poäng | Finalplacering |
| Seglare                         | Gren      | 1    | 2    | 3    | 4    | 5    | 6    | 7    | 8    | 9    | 10   | M*   | Summerad poäng | Finalplacering |
| ------------------------------- | --------- | ---- | ---- | ---- | ---- | ---- | ---- | ---- | ---- | ---- | ---- | ---- | -------------- | -------------- |
| Mattias Lindfors                | Laser     | 25   | 28   | 23   | 30   | 36   | 22   | 20   | 42   | 39   | 40   | EL   | 263            | 33             |
| Tapio Nirkko                    | Finnjolle | 11   | 13   | 8    | 5    | 3    | 12   | 4    | 5    | 15   | 17   | 16   | 92             | 10             |
| Joonas Lindgren Niklas Lindgren | 470       | 22   | 19   | 22   | 17   | 12   | 15   | 26   | 21   | 21   | 18   | EL   | 167            | 21             |

M = Medaljlopp; EL = Eliminerad – gick inte vidare till medaljloppet;
Damer
| Seglare      | Gren         | Lopp | Lopp | Lopp | Lopp | Lopp | Lopp | Lopp | Lopp | Lopp | Lopp | Lopp | Summerad poäng | Finalplacering |
| Seglare      | Gren         | 1    | 2    | 3    | 4    | 5    | 6    | 7    | 8    | 9    | 10   | M*   | Summerad poäng | Finalplacering |
| ------------ | ------------ | ---- | ---- | ---- | ---- | ---- | ---- | ---- | ---- | ---- | ---- | ---- | -------------- | -------------- |
| Tuuli Petäjä | RS:X         | 8    | 7    | 3    | 4    | 4    | 4    | 8    | 2    | 5    | 1    | 4    | 46             | 2              |
| Sari Multala | Laser radial | 4    | 6    | 15   | 4    | 19   | 21   | 3    | 2    | 16   | 5    | 20   | 94             | 7              |

M = Medaljlopp; EL = Eliminerad – gick inte vidare till medaljloppet;
Match racing
| Seglare                                    | Gren         | Inledande omgång | Inledande omgång | Inledande omgång | Inledande omgång | Inledande omgång | Inledande omgång | Inledande omgång | Inledande omgång | Inledande omgång | Inledande omgång | Inledande omgång | Placering | Utslagning  | Utslagning         | Utslagning       | Placering |
| Seglare                                    | Gren         | Australien       | Portugal         | Sverige          | Nederländerna    | USA              | Storbritannien   | Spanien          | Danmark          | Ryssland         | Nya Zeeland      | Frankrike        | Placering | Kvartsfinal | Semifinal          | Final            | Placering |
| ------------------------------------------ | ------------ | ---------------- | ---------------- | ---------------- | ---------------- | ---------------- | ---------------- | ---------------- | ---------------- | ---------------- | ---------------- | ---------------- | --------- | ----------- | ------------------ | ---------------- | --------- |
| Silja Kanerva Silja Lehtinen Mikaela Wulff | Match racing | L                | W                | W                | L                | L                | L                | W                | W                | L                | W                | W                | 5 Q       | USA W (3–1) | Australien L (1–2) | Ryssland W (3–1) | 3         |

Öppen
| Seglare                   | Gren | Lopp | Lopp | Lopp | Lopp | Lopp | Lopp | Lopp | Lopp | Lopp | Lopp | Lopp | Lopp | Lopp | Lopp | Lopp | Lopp | Summerad poäng | Finalplacering |
| Seglare                   | Gren | 1    | 2    | 3    | 4    | 5    | 6    | 7    | 8    | 9    | 10   | 11   | 12   | 13   | 14   | 15   | M*   | Summerad poäng | Finalplacering |
| ------------------------- | ---- | ---- | ---- | ---- | ---- | ---- | ---- | ---- | ---- | ---- | ---- | ---- | ---- | ---- | ---- | ---- | ---- | -------------- | -------------- |
| Kalle Bask Lauri Lehtinen | 49er | 19   | 18   | 4    | 11   | 6    | 8    | 2    | 2    | 1    | 11   | 3    | 11   | 19   | 11   | 2    | 20   | 129            | 7              |

M = Medaljlopp; EL = Eliminerad – gick inte vidare till medaljloppet;

## Skytte
Finland har säkrat fyra kvotplatser i skyttegrenarna
- 10 meter luftpistol, herrar - 1 kvotplats
- 10 meter luftpistol, damer - 1 kvotplats
- 50 meter gevär tre positioner, damer - 1 kvotplats
- Trap, damer - 1 kvotplats

## Taekwondo
| Idrottare     | Gren            | Åttondelsfinaler     | Kvartsfinaler        | Semifinaer           | Återkval             | Bronsmatch             | Final                | Final     |
| Idrottare     | Gren            | Motståndare Resultat | Motståndare Resultat | Motståndare Resultat | Motståndare Resultat | Motståndare Resultat   | Motståndare Resultat | Placering |
| ------------- | --------------- | -------------------- | -------------------- | -------------------- | -------------------- | ---------------------- | -------------------- | --------- |
| Suvi Mikkonen | Damernas −57 kg | Diedhiou (SEN) W 9–6 | Hou Yz (CHN) L 2–7   | Gick inte vidare     | Lopez (USA) W 9–4    | Tseng L-C (TPE) L 2–14 | Gick inte vidare     | 5         |

## Tennis
| Spelare         | Gren       | Omgång 1                   | Omgång 2                | Åttondelsfinaler  | Kvartsfinaler     | Semifinaler       | Final / BM        | Final / BM       |
| Spelare         | Gren       | Motståndare Poäng          | Motståndare Poäng       | Motståndare Poäng | Motståndare Poäng | Motståndare Poäng | Motståndare Poäng | Placering        |
| --------------- | ---------- | -------------------------- | ----------------------- | ----------------- | ----------------- | ----------------- | ----------------- | ---------------- |
| Jarkko Nieminen | Herrsingel | Devvarman (IND) W 6–3, 6–1 | Murray (GBR) L 2–6, 4–6 | Gick inte vidare  | Gick inte vidare  | Gick inte vidare  | Gick inte vidare  | Gick inte vidare |